# Hydropsyche intrica
Hydropsyche intrica là một loài Trichoptera trong họ Hydropsychidae. Chúng phân bố ở miền Tân bắc.